# Roman Pausch
Roman Pausch (* 19. ledna 1974 Rýmařov) je český umělecký kovář a instruktor kovářských kurzů.

## Život
Roman Pausch se narodil 19. ledna 1974 v Rýmařově (okres Bruntál) do rodiny valcíře a kuchařky. Po základní škole nastoupil do učení v Horním Benešově v oboru kovář renovátor náhradních dílů, které v roce 1991 dokončil. Po vyučení vykonávala dvouletou praxi na státním statku v Horním Benešově, kde působil jako opravář zemědělských strojů a kovář.[zdroj⁠?!] V letech 1993–1994 vykonával základní vojenskou službu na vojenské letecké základně v Čáslavi. Žije se svou ženou Janou a dvěma dětmi v Bubovicích u Březnice. Syn Roman pracuje v oboru grafického designu a dcera Lenka je vyučená zlatnice.

## Kariéra
Od roku 1994 byl Roman Pausch zaměstnán ve firmě Dřevospol, zaměřené na výrobu nábytku.[zdroj⁠?!]
Od roku 2008 působil v přechodném zaměstnání, vedle kterého se začal věnovat tvorbě výrobků pro living history a fantasy – od křesadel, přes lampy až po středověké nože. Se společníkem založil e-shop, podpořený účastí pojízdné kovárny na trzích a fantasy akcích. V roce 2012 zahájil samostatné podnikání v oboru kovářství.

## Projekty
V roce 2012 se začal věnovat výrobě kovářských předmětů. Od roku 2014 vystavoval svá díla na zámku v Březnici. Následně založil projekt l@večky, který se zabývá uměleckým ztvárněním laviček, jež jsou propojeny s webovým rozhraním přes QR kód. První l@večka byla vybudována v roce 2015 na březnickém zámku. Od května 2014 se zaměřil také na kovářské kurzy pro veřejnost a od roku 2019 také pro menší a střední firmy.